# Epistasia

## Conceito
Epistasia (de origem Grega epi, sobre, stasis, inibição), é um tipo de interação genética promovida por mutações genicas responsáveis por afetar a expressão de genes em diferentes lóci (interação interlocus). Em outras palavras, em um lócus há uma mutação de um alelo, que tem como efeito a inibição da expressão de outro gene em um outro lucus, gerando um desvio do produto gênico e fenótipo esperado. As mutações gênicas, por sua vez, referem-se a mudanças na formação/sequência de nucleotídeos de um ou mais genes. Os fatores de sua causa podem ser naturais, devido a processos orgânicos (como replicações celulares) ou não (devido a substâncias tóxicas extracorpóreas), existem basicamente cinco tipos segundo suas ações nos nucleotídeos (deleção, duplicação, inversão, adição e translocação). A importância de tal efeito se faz em buscar entender o alto grau de variabilidade genética e fenotípica possíveis, resultando em diversas condições, como o albinismo por exemplo.

## Historia

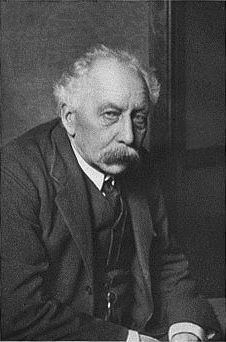
William Bateson (1861-1926), Biólogo geneticista formado pela Universidade de Cambridge

O termo epistasia foi utilizado pela primeira vez por William Bateson em novembro de 1907, no seu trabalho Facts limiting the theory of hereditary, com um exemplo ligado as cores preto e cinza, e uma metáfora sobre alto e baixo. No entanto, tomou notoriedade apenas a partir de 1909, quando foi citado no decorrer de sua seção sobre citologia e hereditariedade no Zoological Congress durante agosto em Boston, apresentado num contexto sobre debate de dinâmicas relacionadas a passagem de características no processo de cruzamento, mais precisamente, sobre hereditariedade em si. O conceito foi, em geral, bem aceito pela comunidade ligada à genética, e então, segundo Robert Olby, ajudou de certa forma a "remoção da relação dominância-recessão do núcleo da teoria Mendeliana", o que foi um passo necessário para a unificação da teoria hereditária, de acordo com o mesmo. Outra parte de sua contribuição esteve ligada a base para a explicação da determinação do sexo, visto que Richard Goldschmidt utilizou tal conceito em seu processo de teorização e explicação, a respeito deste assunto

## Relação da epistasia com o estudo dos fenótipos
O evento de epistasia ocorre primeiramente no genótipo do organismo, e seu processo de inibir características começa quando um gene barra a expressão gênica de outro gene. Essas pequenas mutações são visíveis normalmente no fenótipo, pois o gene que é inibido comumente está associado a coloração da pele, olhos ou os pelos.
O genótipo influencia diretamente no fenótipo tanto quanto o meio que o indivíduo está localizado, já que o fenótipo é considerado o resultado da interação do genótipo com o ambiente. Essa interação começa nos genes que tem a função de alojar as informações genéticas (DNA), ou seja, características herdadas que compõem o organismo, numa cadeia de dados. A epistasia acontece quando existe a inibição de um dos genes da cadeia genotípica; em outras palavras um dado das características foi impedido de atuar e a ausência da mesma normalmente é qualitativa, como no caso a seguir.

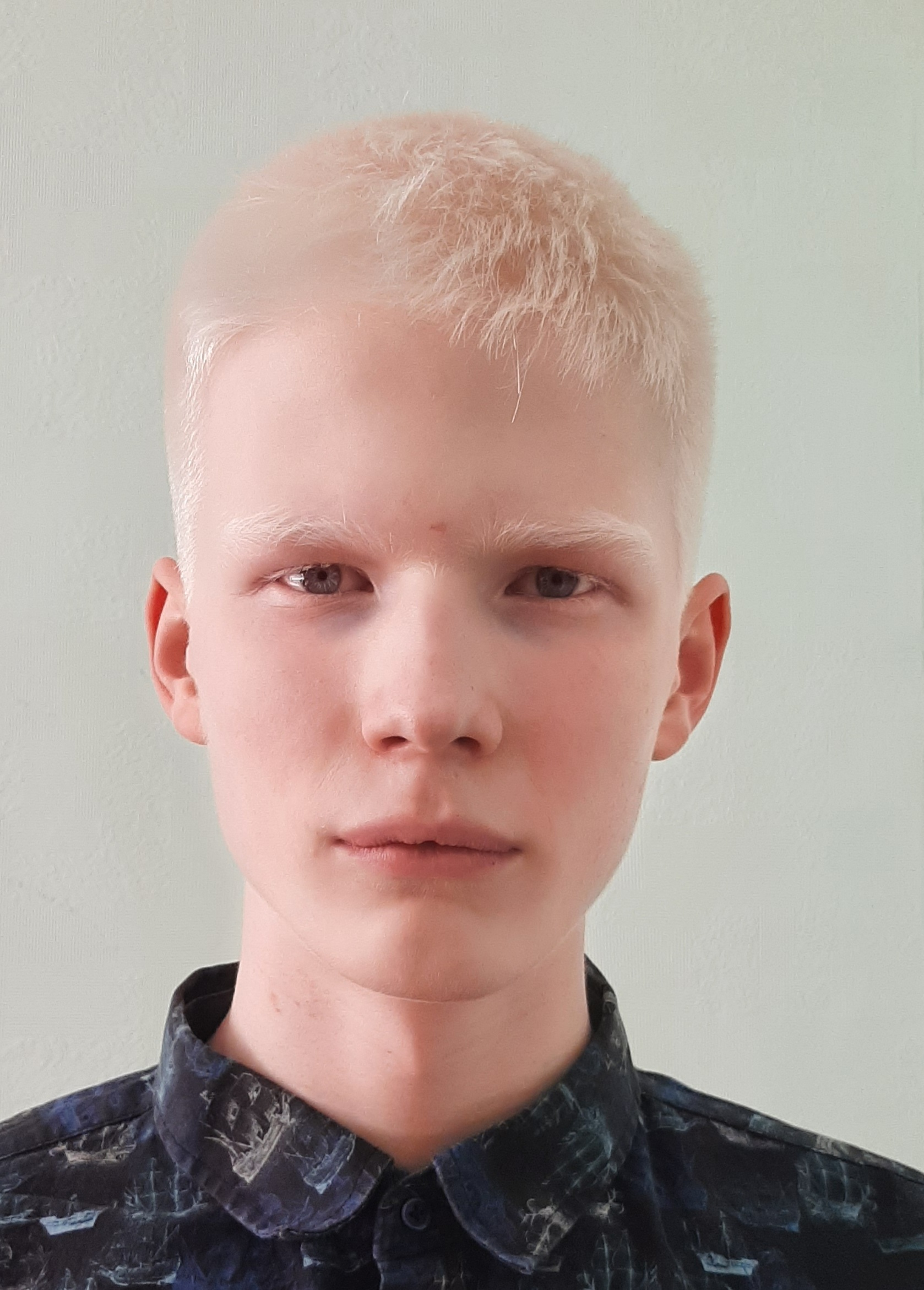
Albinismo humano

O Albinismo é um dos casos mais famosos de epistasia, é um processo que dá ao sujeito afetado uma carência do pigmento de melanina, resultando em um indivíduo que possui tons de pele e pelos corporais alvos e platinados. O principal gene que produz a pigmentação é denominado MC1R, presente no cromossomo 16, que produz uma proteína derivada da tirosina das células chamadas melanócitos, normalmente apresenta uma coloração marrom e sua principal função é ser a barreira de proteção contra a radiação solar. No albinismo a produção da melanina sofre uma mudança que acaba anulando ou fazendo que o processo de produção seja menor, e isso pode ocorrer de diversas formas, como sindrômica (Hermansky-Pudlak e Chediak-Higashi), pela hipopigmentação ou mutações genéticas. O albinismo derivado de mutações nos genes, podem ser classificados em 7 tipos diferentes, desses genes apenas 4 são responsáveis pelo albinismo oculocutâneo (AOC), os genes TYR, AOC2, TYRP1 e SLC45A2, enquanto que para o AOC6 e AOC7  são derivados dos genes SLC24A5 e C10orf11,20.

### Interesses Econômicos
Atualmente, o conhecimento das estruturas genéticas e de como as mutações delas ocorrem abriram caminho para o controle desse conhecimento aos interesses econômicos, como a utilização do fenômeno de epistasia nos agronegócios que é usada em muitas plantas alimentíceas, como em grãos de soja, arroz, milho e o feijão, em que são manipulados os genes de características como raízes, frutos, folhas e caules.
O feijão, um dos principais alimentos nacionais, majoritariamente produzido pela agricultura familiar, são manipuladas especificamente as raízes com o objetivo de expandir a distribuição radicular, visto que é uma planta com grande sensibilidade a estresses abióticos e normalmente é cultivada em áreas com pouca infraestrutura elevada. Foram realizadas pesquisas com o intuito de trazer resistência às secas e facilitar a sua produção nos ambientes, tendo por solução o melhoramento genético no sistema radicular.
No milho, a epistasia foi utilizada no quesito de melhoramento genético dos grãos, buscando um aprimoramento no tamanho ou cor do grão. Através de mutações foi possível selecionar qual geração se adequa mais no mercado consumidor.

### Tipos de epistásia
Assim como as interações genéticas referentes à segregação independente dos fatores, os fenômenos de epistasia, apesar de suas complexidades, em geral também são diferenciados de acordo com a tendência de dominância ou recessividade dos alelos presentes em cada lócus gênico. Dito isso, é possível evidenciar quatro tipos de epistasia genética conhecidas: dominante, recessiva, dupla dominante e dupla recessiva.
É importante ressaltar que, além da interação interlocus, outro fator que discerne a epistasia da lei mendeliana são as proporções, que não se encontram em 9:3:3:1…

#### Epistasia Recessiva

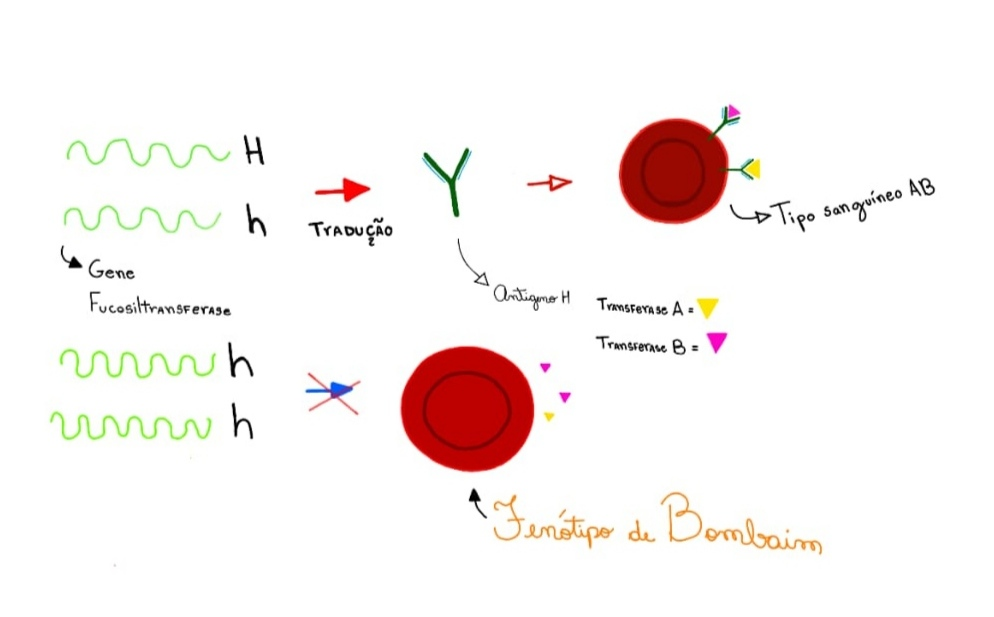
Atuação do genoma para a incidência do fenótipo de Bombaim

A epistasia recessiva ocorre de forma geral, quando um par de alelos de genótipo recessivo (aa) interfere diretamente na via metabólica da expressão do produto gênico de alelos dominantes ou codominantes. Ou seja, em uma condição epistásica, a existência de alelos de caráter recessivo (genes homozigotos que frequentemente não expressam proteínas funcionais, seja de maneira qualitativa ou quantitativa) no início de uma via metabólica (upstream) faz com que a expressão de outros genes posteriores a via (downstream) seja comprometida, causando uma alteração no fenótipo do indivíduo e uma ocultação em seu genótipo.
Um exemplo de epistasia do tipo recessiva que altera o fenótipo humano é o fenótipo de Bombaim, em que a presença dos alelos IA e/ou IB é mascarada pois o antígeno H ( substrato de base responsável por ligar as glicosiltransferases aos eritrócitos), não é produzido devido ao gene fucosiltransferase possuir alelos homozigotos recessivos (hh)... Nesse caso, o indivíduo com fenótipo Bombaim pode possuir genes que o classificariam como tipo sanguíneo A, B ou AB, porém a falta do substrato de base torna a identificação desse genótipo velada.
As proporções da epistasia do tipo recessiva é de 9:4:3...

#### Epistasia Dominante

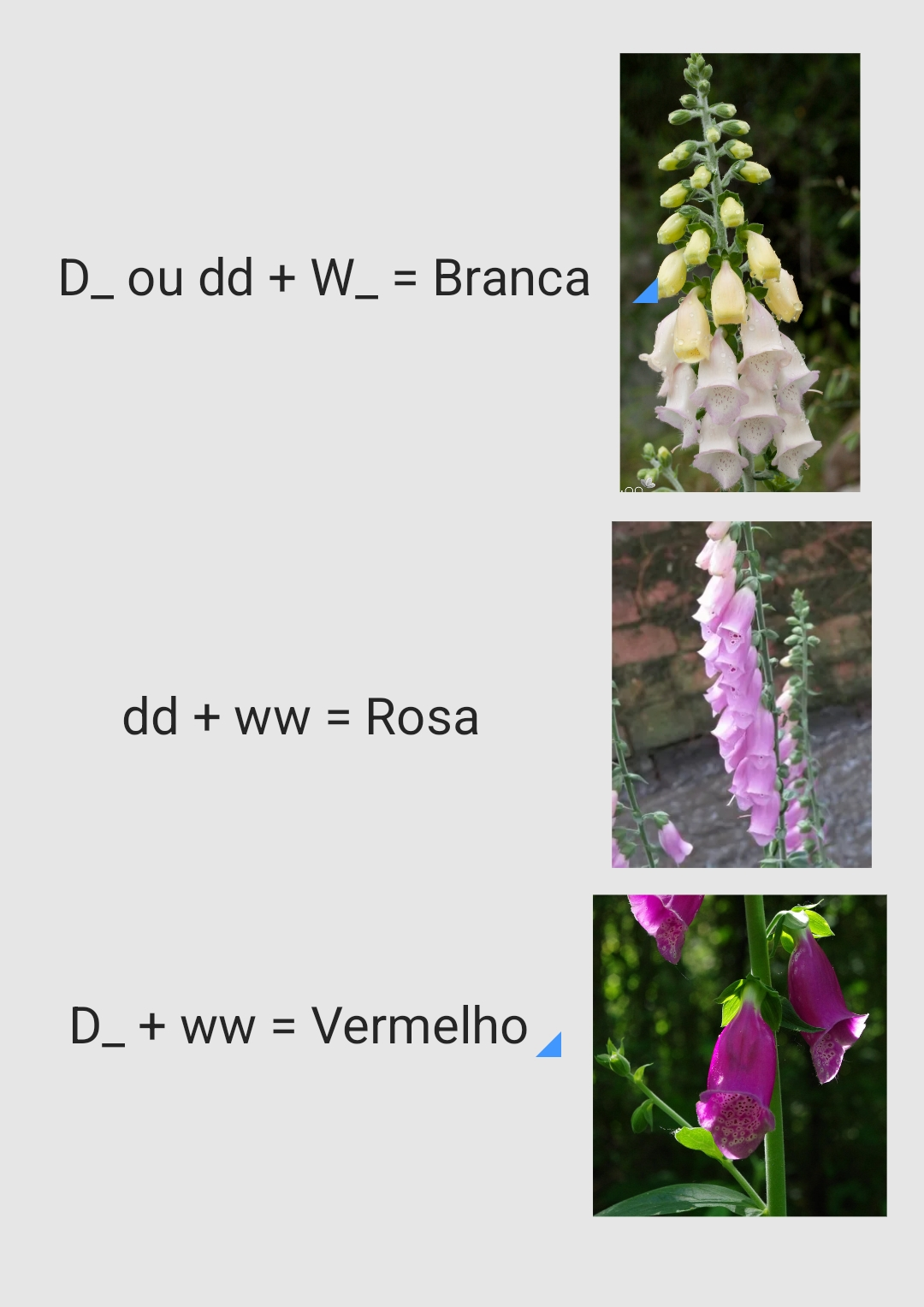
Efeito pratico da epistasia genética na coloração das flores de Digitalis purpurea.

A epistasia dominante se refere a quando um gene dominante, seja homozigoto ou heterozigoto em um locus, é responsável por determinar a expressão ou inexpressão de outro gene em um outro locus gênico. Nesse sentido, independentemente da posição dos loci na via bioquímica, a presença do alelo/s de carácter dominante vai influenciar diretamente a síntese de características fenotípicas específicas no indivíduo.
Pode se mencionar como exemplo de epistasia dominante a coloração das flores da Digitalis purpurea, que podem ser brancas, rosas, ou vermelhas… Os alelos D_ resultam na coloração vermelha e os alelos dd resultam na cor rosa, entretanto, se existir apenas um alelo W dominante em um outro locus da via, todo o pigmento da flor será da cor branca, não importando se os alelos do outro locus são D_ ou dd.

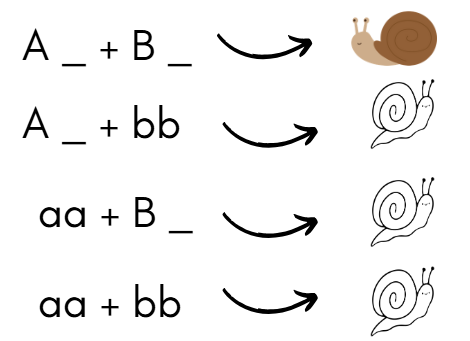
Exemplo ilustrativo de epistasia dupla recessiva em caracois

A proporção típica da epistasia recessiva é de 12:3:1.

#### Epistasia Dupla Recessiva
Epistasia dupla recessiva é caracterizada pela supressão de um fenótipo devido a presença de alelos homozigotos recessivos na via metabólica, seja em posição upstream ou downstream. Em outras palavras, o fenótipo dos genes dominantes só é expresso se todos os locus possuírem ao menos um alelo do tipo dominante ( A_B_ )... A ocorrência de um locus com genes homozigotos recessivos na via bioquímica acarretará no fenótipo do tipo recessivo.
O albinismo em caracois do gênero Physa é descrito por Wethington Amy R. e Robert T. como consequência de epistasia recessiva dupla dos genes não alélicos alb1 e alb2.

## Interação com evolução

### Epistasia e paisagens de aptidão
Em genética evolutiva, epistasia está muito associada a paisagens de aptidão, sendo estas representações em 2D onde os genótipos são distribuídos, tendo suas alturas representando o seu nível de aptidão. Normalmente, se as suas mutações são aditivas e sua ordem não importa, a paisagem acaba tomando uma característica mais suave, alcançando alturas maiores. No caso em que ocorre a interação de genes pela epistasia, essas paisagens adquirem uma superfície mais acidentada, pois o efeito de uma mutação é afetado pelo passado de outras. Se há uma combinação de mutações, nocivas ao serem adquiridas em uma ordem porém benéficas se adquiridas em outra, os organismos de uma população acabam ficando “presos” em picos de aptidão por adquirirem mutações na ordem errada. Uma paisagem acidentada permite a criação de vales de aptidão que dificultam a evolução a alcançar picos de aptidão maiores; entretanto seleções mais complexas e a influência do ambiente acabam por suavizar tais paisagens acidentadas.

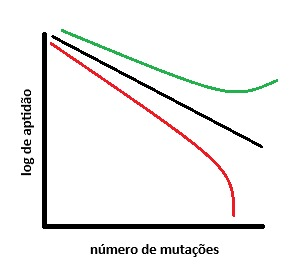
Gráfico de Paisagem de Aptidão de Epistasia Unidimensional

Nesta mesma área da genética evolutiva, a epistasia e seus efeitos podem ser categorizados das seguintes maneiras:
- Epistasia unidimensional ou epistasia direcional (derivação da relação linear entre log da aptidão e o número de alelos afetados), pode ser positiva ou negativa dependendo se a aptidão do genoma afetado por várias mutações é maior ou menor do que a esperada por efeitos independentes. Epistasia sinergética ou epistasia antagonista, dentro de doenças hereditárias, são exemplos de epistasia positiva, e seus casos contrários exemplos de epistasia negativa.
- Epistasia multidimensional se refere às interações individuais entre um grupo definido de alelos e trás uma descrição mais completa sobre as intenções dentro da paisagem de aptidão envolvendo tais alelos. Com esse modelo é possível determinar o número de aptidão máxima, variação de epistasia entre pares de alelos e a acessibilidade de certos genótipos e caminhos a seus fenótipos.Paisagem de aptdão para Epistasia Multidimensional

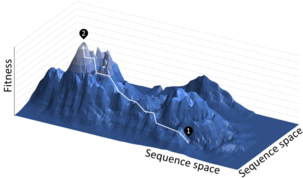
Paisagem de aptdão para Epistasia Multidimensional

- Epistasia de magnitude, que se refere a interações onde o efeito combinado de dois alelos se diferencia de efeitos multiplicativos mas não mudam o sinal de nenhum dos efeitos de aptidão dos alelos.
- Epistasia de sinal se refere a interações mais fortes e o sinal da contribuição de um alelo a aptidão muda com o passado genético.

#### Epistasia e evolução da reprodução sexual
Alexey Kondrashov propôs uma hipótese que relaciona reprodução sexuada e a epistasia negativa, em que acredita-se que, com o passar do tempo, uma população que se reproduz de maneira sexuada vai adquirindo uma epistasia negativa. Assim, essa baixa aptidão acaba isolando os indivíduos que carregam a interação de alelos responsáveis por levar as mutações nocivas da população, assim retirando esses genes da população. Essa hipótese ficou conhecida como hipótese de mutação determinística (deterministic mutation hypothesis), porém ela não é totalmente aceita pois Kondrashov que, por sua vez, não mostrou evidências concretas e utilizou de modelos com redes de genes artificiais que não condizem com como essas interações ocorrem na realidade.

## Doenças associadas
As interações epistáticas desempenham um papel importante para a genética de doenças complexas. Elas podem modificar o fenótipo de outros genes, o que pode interferir na penetrância e na expressividade de doenças, e também alterar a suscetibilidades a doenças.

### Doença de Alzheimer Esporádica

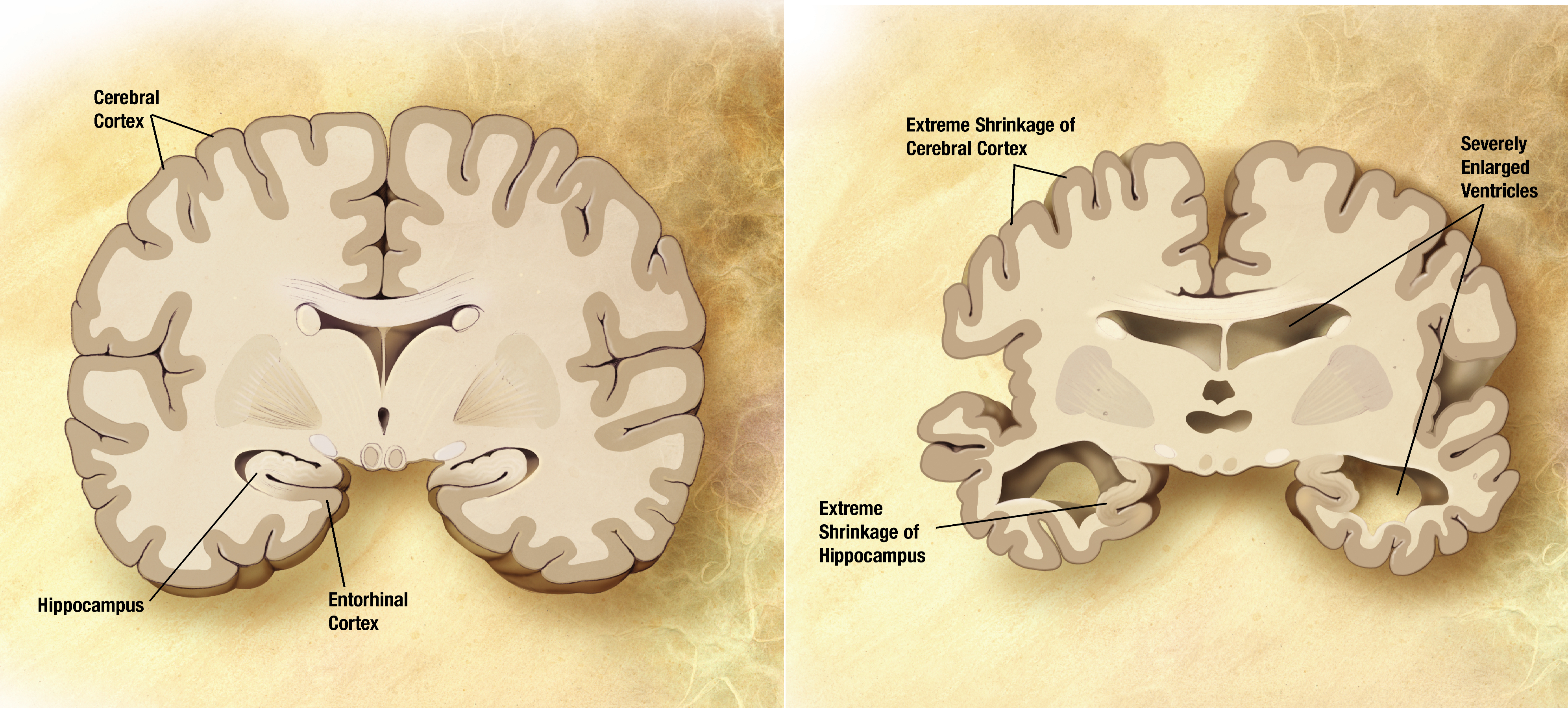
Comparação entre cerebro saudável e cerebro afetado pela doença de Alzheimer.

A doença de Alzheimer Esporádica de início tarde é a forma mais comum do Alzheimer, ela se dá por interações genéticas e ambientais. Foram encontradas 27 interações epistáticas significativas, sendo algumas sinérgicas, aumentando o fenótipo mais do que o esperado, e outras antagônicas, diminuindo o fenótipo. As interações que se demonstraram serem mais embasadas foram as que envolviam o emparelhamento de genes com o alelo da APOE, a apolipoproteína E4 (APOE4), com  quatro genes diferentes, sendo estes, a α1-antiquimotripsina (ACT), a beta-secretase 1, também conhecida como enzima de clivagem da proteína precursora deamilóide do local β 1 (BACE1), a butirilcolinesterase K (BCHE K), e a Interleucina-6 (IL6), com o último sendo uma interação antagônica, e os três primeiros uma interação sinérgica. Dentre esses genes, a beta-secretase 1 foi a que se mostrou mais promissora em estabelecer uma relação com a doença de Alzheimer.

### Diabetes tipo 2
São raros os casos de diabetes monogênicas. Na maioria dos casos, a diabetes vai ter vários genes influenciando a suscetibilidade à doença. Já foram detectadas interações, como a do gene NIDDM1, na região D2S125-D2S140 do cromossomo 2 com o gene CYP19 no cromossomo 15 e com o gene (HNF)-1α/MODY3 no cromossomo 12; e como também entre nos cromossomos 1 e 10, porém, não se sabem ao certo os genes envolvidos nessa interação.

### Esclerose Multipla
Foram detectados fortes evidências de epistasia entre o alelo A do gene DDX39B e o alelo A do gene IL7R, fazendo com que o risco de desenvolver a doença aumentasse.
Também foram relatados 4 pares de genes epistáticos envolvendo variantes não-sinônimas e 25 pares de genes com um efeito epistático deletério mediado por locos controladores da expressão gênica. Dentre estes, se destacava a interação dos genes GLI-1 e SUFU, que está diretamente ligado com a sinalização do gene Sonic Hedgehog na diferenciação de células precursoras de oligodendrócitos na esclerose múltipla, porém é desconhecido o impacto dessa interação; e de IP10 e NF-𝜅B, que possuem uma interação sinérgica que potencializa o fenótipo da esclerose múltipla.